# Província Oriental (Zâmbia)
A província Oriental é uma das 10 províncias de Zâmbia. Sua capital é a cidade de Chipata.

## Distritos[2]
| - Chadiza - Chama - Chasefu - Chipangali - Chipata - Kasenengwa - Katete - Lumezi - Lundazi - Lusangazi - Mambwe - Nyimba - Petauke - Sinda - Vubwi |